# Flåklypa Grand Prix (videojuego de 2021)
Flåklypa Grand Prix es un videojuego de carreras desarrollado por Ravn Studio, Rock Pocket Games e Invictus Games en colaboración con Caprino Filmcenter y publicado por Zordix para Microsoft Windows y Nintendo Switch en 2021. Se basa en la película del mismo nombre de 1975 y se describe como una nueva versión del juego de PC del 2000. La edición 2021 del juego presenta modelos tridimensionales y gráficos más avanzados, mientras que se ha agregado nuevo contenido a la sección de carreras con Il Tempo Gigante.
El juego ha sido desarrollado por el estudio noruego Ravn Studio en Drammen, en colaboración con Rock Pocket Games en Tonsberg y el desarrollador húngaro Invictus Games. En 2018, el juego recibió dos millones en apoyo al desarrollo del Norwegian Film Institute, así como 150 000 coronas de Viken Filmsenter. En julio del mismo año, se lanzó una campaña de recaudación de fondos en Startskudt.no, que recaudó más de 600,000. El juego se planeó originalmente para su lanzamiento en 2019, que luego se pospuso para 2020. En abril de 2020, quedó claro que Zordix Publishing sería responsable del lanzamiento del juego en 2021. Flåklypa Grand Prix finalmente se lanzó el 4 de noviembre de 2021 para Nintendo Switch y Microsoft Windows a través de Steam, con un próximo lanzamiento planificado para Mac. El juego se publica con texto y actuación de voz en noruego, danés, inglés y sami del norte, además del texto en sueco.
Flåklypa Grand Prix recibió una acogida positiva por la presentación y el factor nostalgia, pero críticas por la falta de contenido en comparación con la edición original.